# EasyJet Switzerland
EasyJet Switzerland SA, действующая как EasyJet Switzerland — швейцарское подразделение бюджетной авиакомпании Easyjet. Базируется в аэропорту Женевы. Штаб-квартира авиакомпании расположена в коммуне Мерен, в одной из коммун кантона Женевы.

## История
Авиакомпания была основана 18 мая 1988 года под названием TEA Basel и выполняла чартерные коммерческие рейсы из Швейцарии в различные города Европы. В марте 1998 года 40% акций TEA Basel были выкуплены британской авиакомпанией Easyjet и с 1 апреля 1999 года TEA Basel стала выполнять все свои рейсы под маркой easyjet, и затем была переименована в EasyJet Switzerland. По состоянию на 2013 год 51% акции компании принадлежат частным инвесторам, остальные 49% принадлежат компании EasyJet plc, а персонал компании насчитывал 770 человек.

## Маршрутная сеть
EasyJet Switzerland располагает двумя базами в аэропортах Женевы и Базеля, откуда выполняет регулярные рейсы в города Бельгии, Великобритании, Греции, Дании, Египта, Израиля, Италии, Испании, Марокко, Португалии, Франции.

## Флот

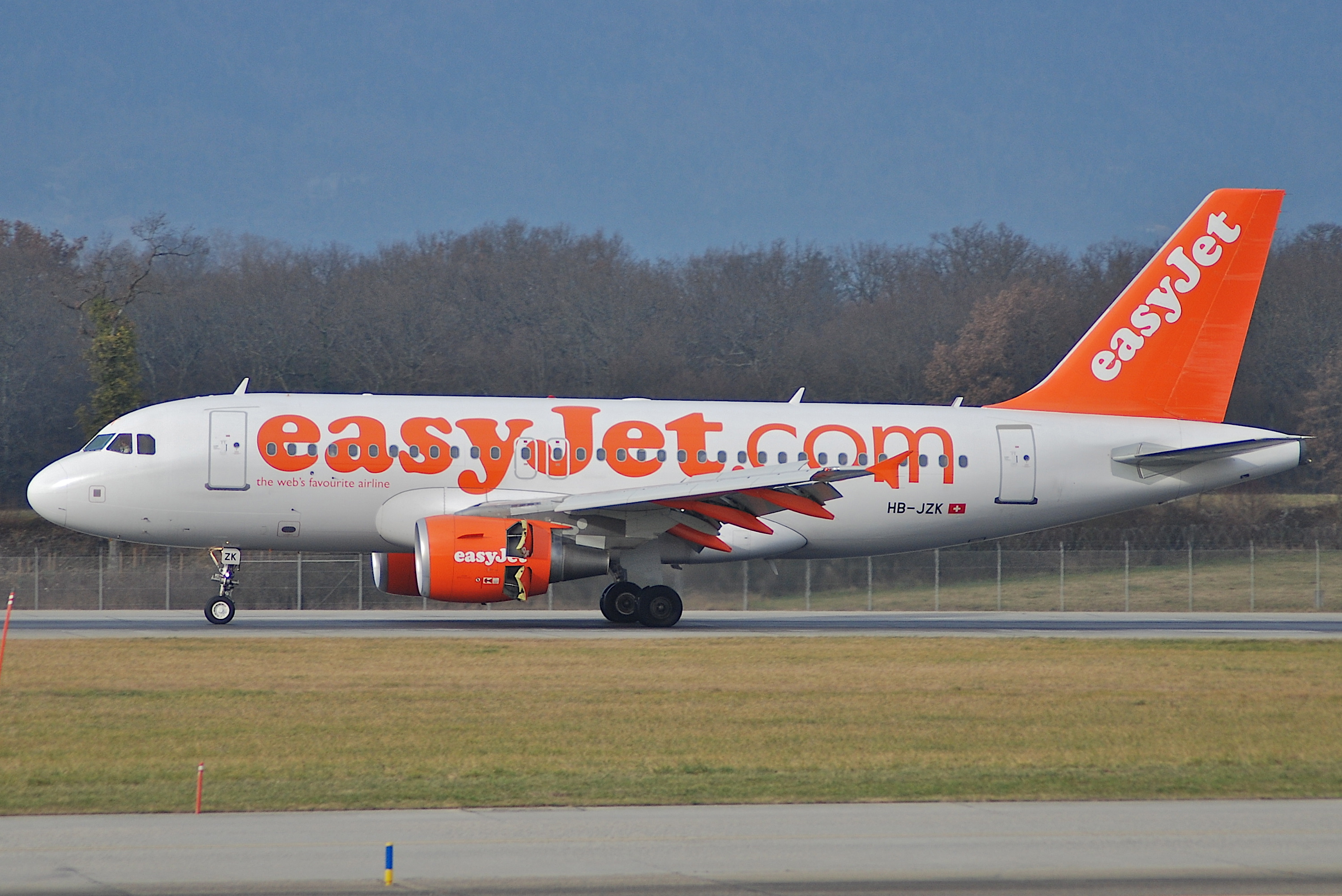
Airbus A319 авиакомпании EasyJet Switzerland в аэропорту Женевы.

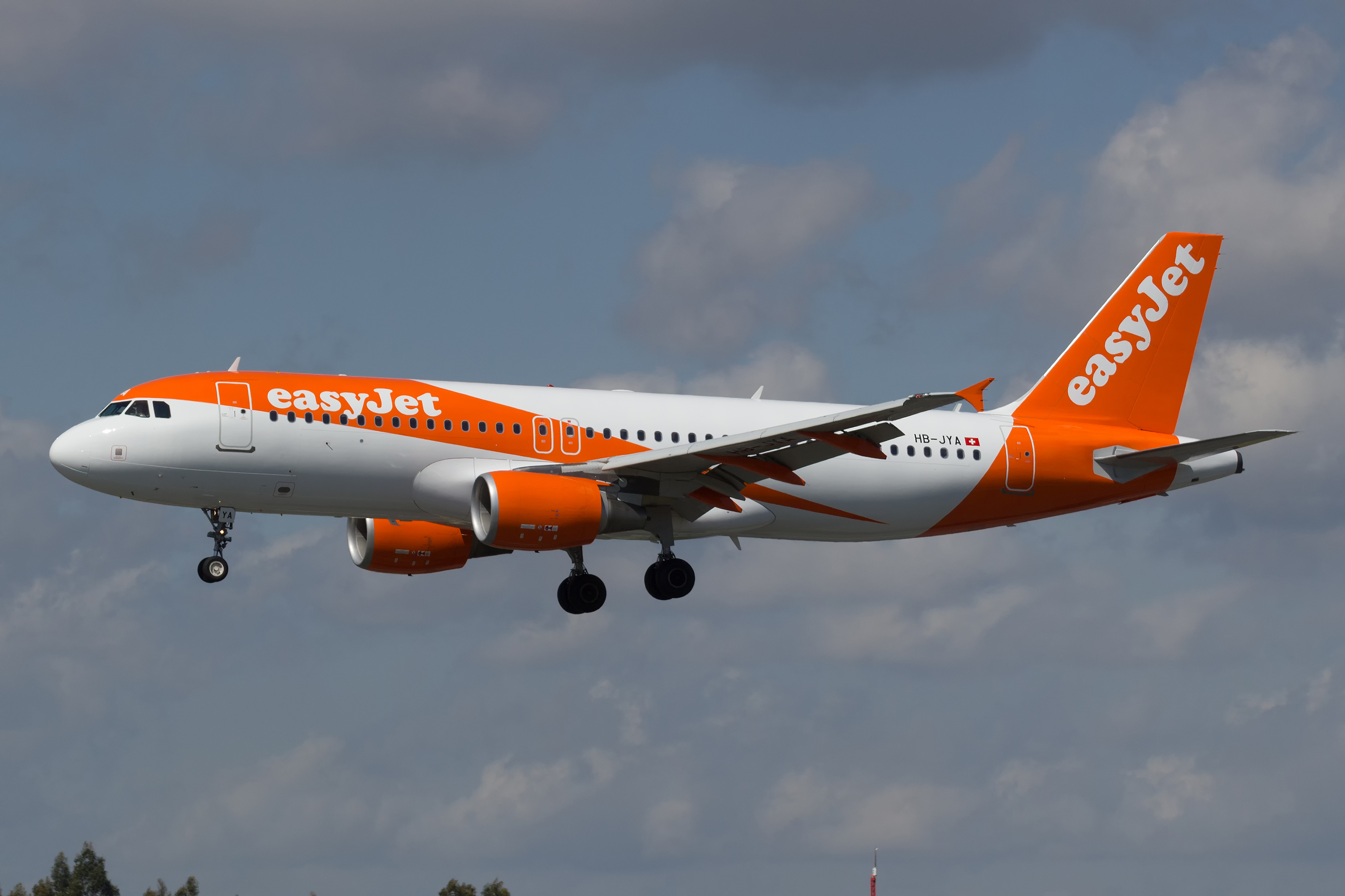
Airbus A320-200 авиакомпании EasyJet Switzerland

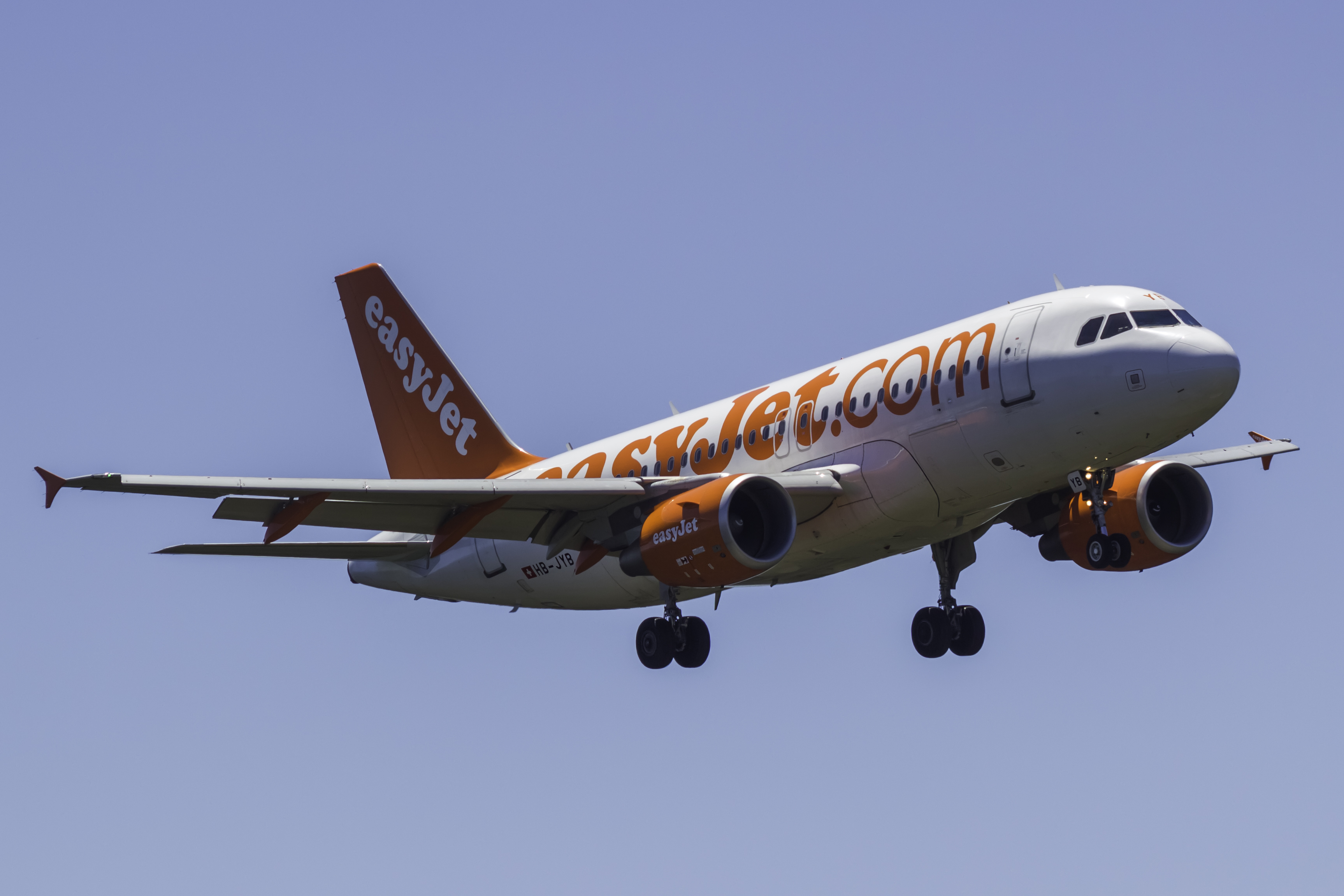
Airbus A319 авиакомпании EasyJet Switzerland в старой ливрее

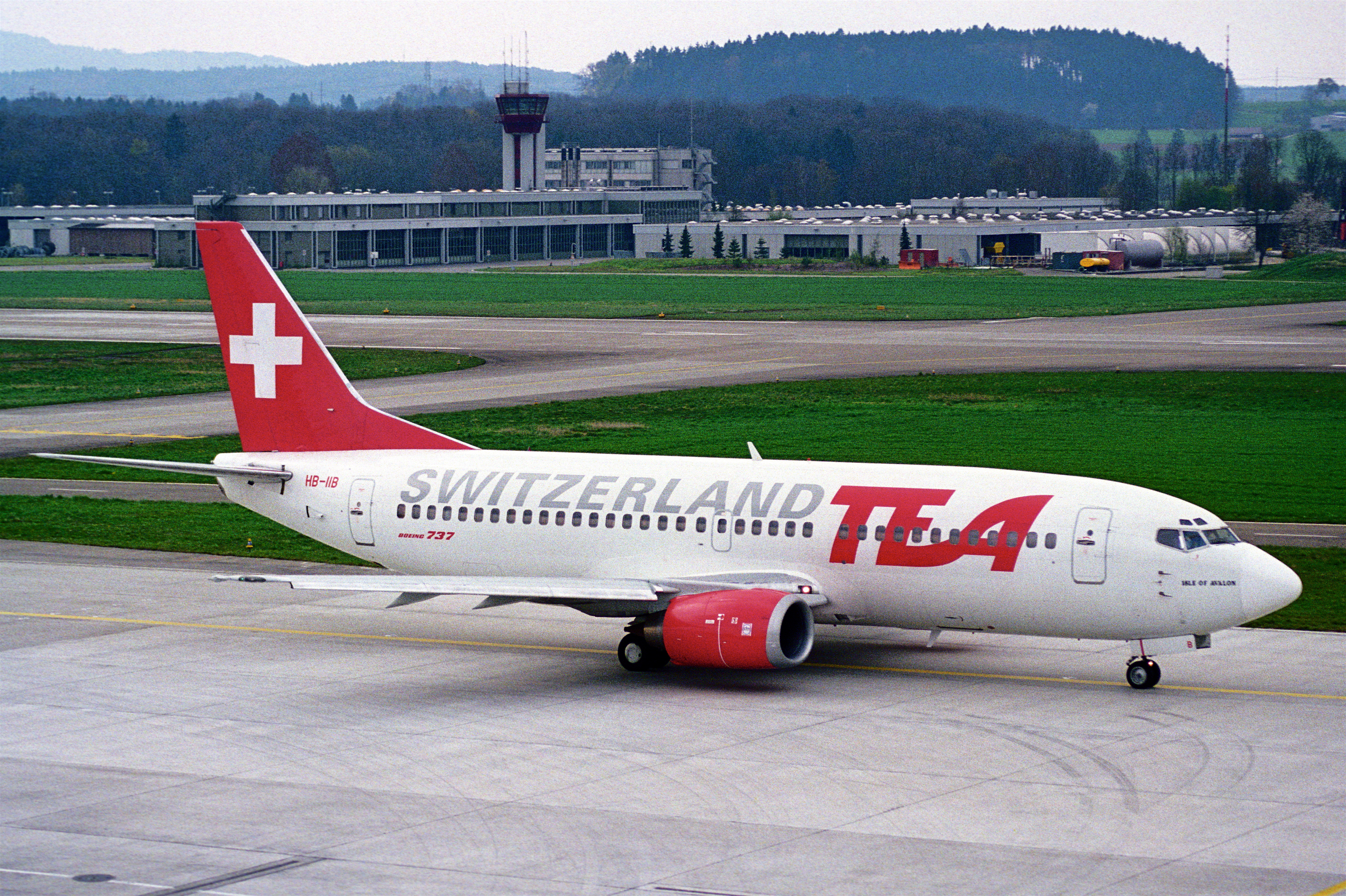
Boeing 737–300 авиакомпании EasyJet Switzerlandat в 1995 году

По состоянию на ноябрь 2018 года флот авиакомпании состоит из следующих самолётов:
Все самолёты авиакомпании передаются от материнской компании EasyJet в одноклассной компоновке экономического класса.
Также EasyJet Switzerland ранее использовала самолёты Boeing 737-300, которые в дальнейшем были заменены Airbus A319.